# State of Origin 2014
Navigation
Édition précédente Édition suivante
Le State of Origin 2014 est la trente quatrième édition du State of Origin et se déroule du 28 mai 2014 au 9 juillet 2014 avec un match à l'ANZ Stadium (Sydney) et deux matchs au Suncorp Stadium (Brisbane). Il s'agit de l'opposition traditionnelle entre les équipes de Nouvelle-Galles du Sud et du Queensland.

## Déroulement de l'épreuve

### Première rencontre
| 28 mai 2014 20 h 00 (heure australienne) | Queensland                                                   | 8 - 12 (4 - 10) | Nouvelle-Galles du Sud                                                                                          | Suncorp Stadium, Brisbane 52 111 spectateurs Arbitre : Shayne Hayne, Ben Cummins |
| 28 mai 2014 20 h 00 (heure australienne) | Essai(s) : Boyd 2 (5e, 57e) Transformation(s) : Thurston 0/2 |                 | Essai(s) : B.Morris (19e), Hayne (33e) Transformation(s) : Hodkinson 0/2 Pénalité(s) : Hodkinson 2/2 (26e, 44e) | Suncorp Stadium, Brisbane 52 111 spectateurs Arbitre : Shayne Hayne, Ben Cummins |
| 28 mai 2014 20 h 00 (heure australienne) |                                                              |                 | | Suncorp Stadium, Brisbane 52 111 spectateurs Arbitre : Shayne Hayne, Ben Cummins |

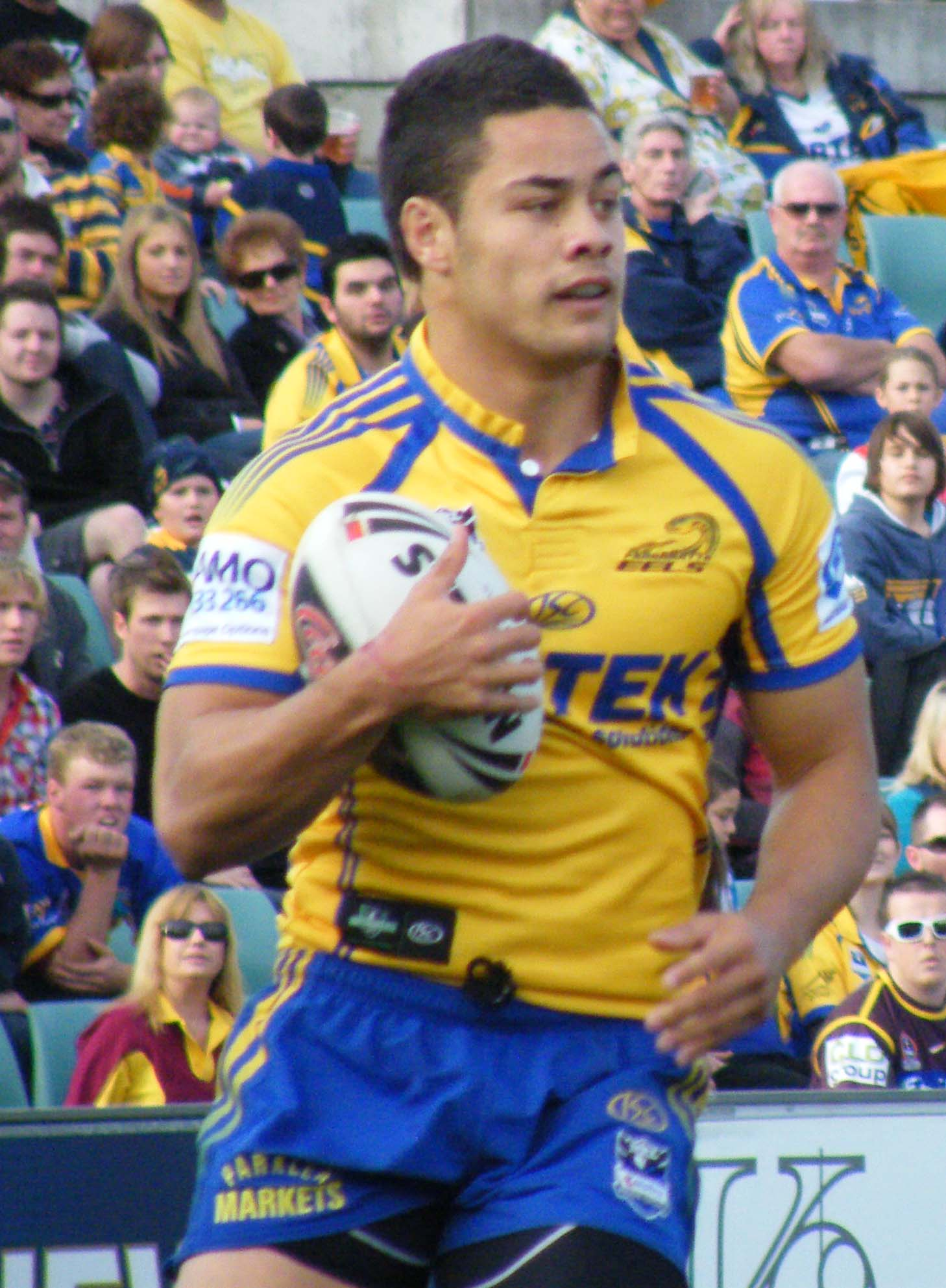
Jarryd Hayne est auteur d'un essai dans ce match et est élu homme du match pour la première victoire de son équipe à Brisbane lors d'un premier match depuis onze ans.

Contrairement à la tradition, l'équipe du Queensland est dévoilée avant l'équipe de Nouvelle-Galles du Sud. Les changements de cette équipe est mineures avec l'arrivée de Matt Gillett remplaçant Sam Thaiday (blessé) au poste de deuxième ligne tandis qu'Aidan Guerra (des Roosters de Sydney) est sur le banc des remplaçants. Pour la Nouvelle-Galles du Sud, la charnière subit un grand changement puisque la paire des Canterbury-Bankstown Bulldogs composée de Josh Reynolds et Trent Hodkinson prend la place de James Maloney et Mitchell Pearce. Pearce, qui a disputé tous les matchs du State of Origin depuis le second match de 2010 en tant que demi de mêlée, n'est pas présent notamment en raison d'une arrestation et trouble à l'ordre public sous l'effet de l'alcool deux semaines avant l'évènement. Après son absence lors des matchs 2 & 3 l'année dernière pour blessure, Jarryd Hayne revient au poste d'arrière. Daniel Tupou est le second débutant au State au poste d'ailier sur le côté droit aux côtés du centre Michael Jennings, de l'autre côté nous trouvons les frères jumeaux Brett et Josh Morris. Enfin, Greg Bird, Andrew Fifita et Boyd Cordner sont absents, le premier pour suspension, les deux autres sur blessures.
La première rencontre débouche sur une victoire à Brisbane des Blues de la Nouvelle-Galles du Sud 12-8 pour la première fois depuis onze années, les Blues ont pu compter sur une brillante performance de Jarryd Hayne et un travail défensif de qualité lors des quinze dernières minutes pour conserver le score en leur faveur repoussant toutes les velléités offensives des Marrons du Queensland.
Pourtant, les premiers à ouvrir le score sont le Queensland par l'intermédiaire de Darius Boyd en coin après cinq minutes de jeu. Cooper Cronk, demi de mêlée, se blesse ensuite au bras et doit quitter ses partenaires du Queensland. Les Blues déroulent alors leur jeu et égalise par l'intermédiaire de Brett Morris sur une action initiée par Hayne et Josh Morris. Les deux sont alors à égalité avant que Trent Hodkinson passe une pénalité à la 25e minute (6-4 pour les Blues). L'absence de Cronk remplacée par Daly Cherry-Evans se fait alors ressentir puisque les Maroons ne parviennent pas à produire comme à leur habitude un jeu fluide. Hayne ajoute un second essai pour les Blues à la demi-heure de jeu portant le score à 10-4.
En seconde période, Hodkinson accentue l'avance des Blues 12-4 sur une nouvelle pénalité avant que Boyd ajoute son second essai de la soirée pour permettre aux Maroons de recoller au score 8-12. La fin de match est tout à l'avantage des Maroons qui mettent une grande pression offensive sur les Blues, mais ces derniers parviennent à résister et à conserver le score sans faire de faute.

### Deuxième rencontre
| 18 juin 2014 20 h 00 (heure australienne) | Nouvelle-Galles du Sud                                     | 6 - 4 (0 - 4) | Queensland                            | ANZ Stadium, Sydney 83 421 spectateurs Arbitre : Shayne Hayne, Ben Cummins |
| 18 juin 2014 20 h 00 (heure australienne) | Essai(s) : Hodkinson 71e Transformation(s) : Hodkinson 1/1 |               | Pénalité(s) : Thurston 2/2 (14e, 31e) | ANZ Stadium, Sydney 83 421 spectateurs Arbitre : Shayne Hayne, Ben Cummins |
| 18 juin 2014 20 h 00 (heure australienne) |                                                            |               |                                       | ANZ Stadium, Sydney 83 421 spectateurs Arbitre : Shayne Hayne, Ben Cummins |

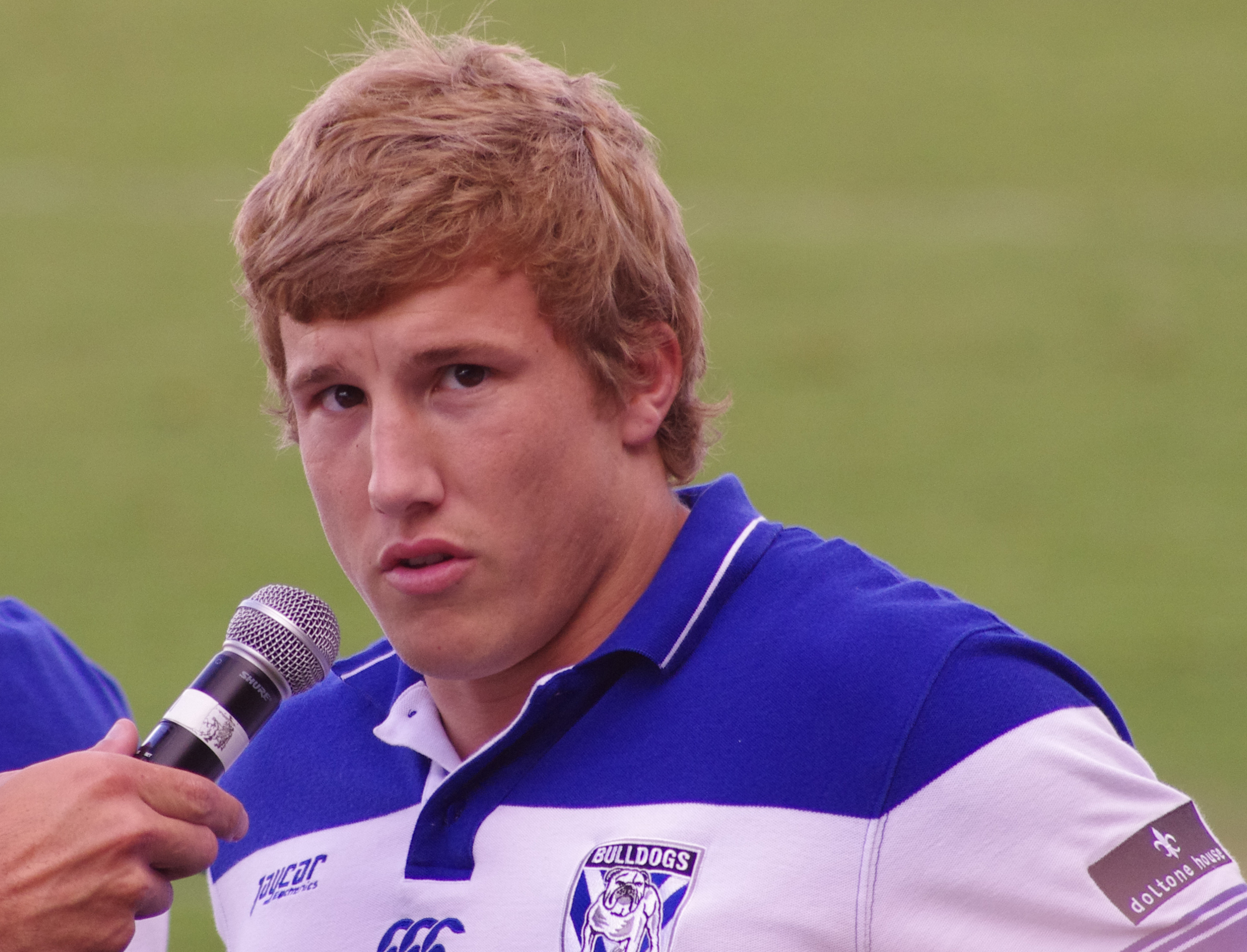
Trent Hodkinson inscrit un essai transformé qui permet aux New South Wales Blues de remporter leur premier State of Origin depuis 2005.

Pour la première fois depuis 2006 et le début de leur série de 8 victoires consécutives, le Queensland est contraint de remporter le deuxième match à l'extérieur pour s'offrir un "decider" à Brisbane.
 
Le changement majeur du côté des Marrons est la titularisation de Cherry Evans à la place de Cronk, blessé au premier match, les autres changements sont les remplacements de Corey Parker (blessé) par Sam Thaiday en troisième ligne, Josh Papalii par David Taylor sur le banc, Chris McQueen échange sa place de titulaire avec Guerra, et Jacob Lillyman remplace numériquement Cronk.
 
Du côté des Blues, Greg Bird suspendu lors du premier match, fait son retour en troisième ligne, Gallen passant pilier à la place de Tamou qui se place sur le banc. Les frères Morris blessés cèdent leurs place à Will Hopoate et Josh Dugan. Tony Williams passe 18e homme.

La première mi-temps est tendue, très engagée et équilibrée même si les Marroons ont les plus nettes occasions d'essai, sans réussir à concrétiser, avec notamment un sauvetage de Reynolds à la suite d'un coup de pied à suivre de Cherry-Evans. Thurston passe 2 pénalités et bat le record de son entraineur Mal Meninga du plus grand nombre de points marqués en State of Origin.

En début de seconde mi-temps, le Queensland se procure plusieurs grosses occasions d'essais par Sam Thaiday qui relâche le ballon au moment d’aplatir, puis Brent Tate repris sur la ligne par Daniel Tupou. Tate sort quelques minutes plus tard sérieusement blessé au genou, son remplaçant Chris McQueen manque un essai en commettent un en-avant près de l’en-but des Blues. À 10 minute de la fin, le NSW débloque enfin sont compteur grâce à un essai de son demi de mêlée Hodkinson, qui en passant la transformation donne pour la première fois un avantage (6-4) aux Blues.

Le Queensland ne parviendra pas à marquer lors des 5 dernières minutes et n'inscrivent aucun essai dans un match pour la première fois depuis 1999, les Blues mettent ainsi un terme aux huit ans de règne du Queensland, leur capitaine Paul Gallen est élu homme du match.

### Troisième rencontre
| 9 juillet 2014 20 h 00 (heure australienne) | Queensland | 32 - 8 (6 - 2) | Nouvelle-Galles du Sud                                                                           | Suncorp Stadium, Brisbane 50 155 spectateurs Arbitre : Ben Cummins, Gerard Sutton |
| 9 juillet 2014 20 h 00 (heure australienne) | Essai(s) : C.Smith (38e), B.Slater (44e), D.Boyd (72e), A.Guerra (74e), C.Cronk (78e) Transformation(s) : J.Thurston 5/5 Pénalité(s) : J.Thurston 1/1 (60e) |                | Essai(s) : J.Dugan (61e) Transformation(s) : T.Hodkinson 1/1 Pénalité(s) : T.Hodkinson 1/1 (25e) | Suncorp Stadium, Brisbane 50 155 spectateurs Arbitre : Ben Cummins, Gerard Sutton |
| 9 juillet 2014 20 h 00 (heure australienne) | |                |                                                                                                  | Suncorp Stadium, Brisbane 50 155 spectateurs Arbitre : Ben Cummins, Gerard Sutton |

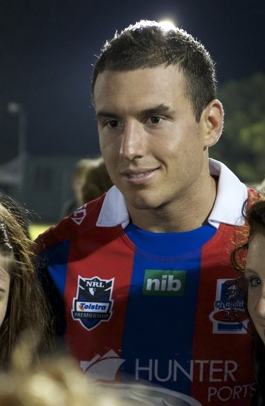
Darius Boyd inscrit un essai à la 72e et devient avec son coéquipier Greg Inglis le co-meilleur marqueur d'essais de l'histoire du State of Origin.

 Les NSW Blues sont assurés de remporter leur première série depuis 2005. Laurie Daley a effectué 3 changements : Boyd Cordner blessé pour les deux premiers matchs fait son retour sur le banc à la place de Watmough, Josh Morris qui s'était blessé lors du premier match, prend la place de Jennings lui-même blessé et James McManus remplace Hopoate.

Pour le Queensland, Cooper Cronk reprend sa place de demi de mêlée, Cherry-Evans retourne sur le banc. Corey Parker également blessé lors du premier patch rentre en troisième ligne, Sam Thaiday glisse en deuxième ligne, Gillett sur le banc et McQueen sort du groupe. Jacob Lillyman remplace Matt Scott au poste de pilier, alors que Will Chambers connait sa première titularisation à la suite de la blessure de Tate.

 
Le Queensland domine largement les débats en première mi-temps, mais comme lors du deuxième match ne parvient pas à marquer (essais refusés à Guerra et Inglis) , Hodkinson ouvre même le score pour les Blues sur pénalité. Le capitaine Cameron Smith débloque finalement le compteur des Marroons en fin de première mi-temps à la suite d'une percée de Daly Cherry-Evans. La transformation de Thurston leur permet de mener 6-2 à la mi-temps.

 Billy Slater marque un essai dès le retour des vestiaires, auquel Thurston ajoute la transformation et une pénalité, permet au Queensland de prendre le large (14-2 à l'heure de jeu). Josh Dugan relance les Blues grâce à son essai qui suit la pénalité de Thurston, en les ramenant à 6 points. Mais les 2 essais coup sur coup de Darius Boyd (qui égale le record de 15 essais de Greg Inglis) et Aidan Guerra permettent aux hommes de Mal Meninga de tuer le match, un essai de Cronk à 2 minutes de la fin donne un peu plus d'ampleur à la victoire des Maroons, le troisième ligne Corey Parker est élu homme du match.

Le Queensland remporte donc une victoire de consolation en battant largement les Blues. Ces derniers gagnent leur première série depuis 2005, malgré un score défavorable sur l'ensemble des 3 matchs (26-46). Luke Lewis est le seul joueur du NSW qui avait déjà remporté une série.

## Les équipes
Les 18e, 19e & 20e homme sont réservistes en prévision d'une blessure.

### Équipe de Nouvelle-Galles du Sud
| Arrière          | 1 Jarryd Hayne      | 1 Jarryd Hayne      | 1 Jarryd Hayne    |                 |               |
| Ailier           | 2 Brett Morris      | William Hopoate     | James McManus     |                 |               |
| Centre           | 3 Josh Morris       | Josh Dugan          | Josh Dugan        | Josh Dugan      |               |
| Centre           | 4 Michael Jennings  | 4 Michael Jennings  | Josh Morris       | Josh Morris     | Josh Morris   |
| Ailier           | 5 Daniel Tupou      | 5 Daniel Tupou      | 5 Daniel Tupou    |                 |               |
| Demi d'ouverture | 6 Josh Reynolds     | 6 Josh Reynolds     | 6 Josh Reynolds   |                 |               |
| Demi de mêlée    | 7 Trent Hodkinson   | 7 Trent Hodkinson   | 7 Trent Hodkinson |                 |               |
| Pilier           | 8 Aaron Woods       | Paul Gallen (c)     | Paul Gallen (c)   | Paul Gallen (c) |               |
| Talonneur        | 9 Robbie Farah      | 9 Robbie Farah      | 9 Robbie Farah    |                 |               |
| Pilier           | 10 James Tamou      | Aaron Woods         | Aaron Woods       | Aaron Woods     |               |
| Deuxième ligne   | 11 Ryan Hoffman     | 11 Ryan Hoffman     | 11 Ryan Hoffman   |                 |               |
| Deuxième ligne   | 12 Beau Scott       | 12 Beau Scott       | 12 Beau Scott     |                 |               |
| Troisième ligne  | 13 Paul Gallen (c)  | Greg Bird           | Greg Bird         | Greg Bird       |               |
|                  |                     |                     |                   |                 |               |
| Remplaçant       | 14 Trent Merrin     | James Tamou         | James Tamou       |                 |               |
| Remplaçant       | 15 Anthony Watmough | 15 Anthony Watmough | Boyd Cordner      |                 |               |
| Remplaçant       | 16 Luke Lewis       | Trent Merrin        | Trent Merrin      |                 |               |
| Remplaçant       | 17 Tony Williams    | Luke Lewis          | Luke Lewis        |                 |               |
|                  |                     |                     |                   |                 |               |
| Entraîneur       | Laurie Daley        | Laurie Daley        | Laurie Daley      |                 |               |
|                  |                     |                     |                   |                 |               |
| 18e homme        | Josh Jackson        | Tony Williams       | Tony Williams     | Tony Williams   |               |
| 19e homme        | William Hopoate     |                     | Jarrod Croker     | Jarrod Croker   | Jarrod Croker |

### Équipe du Queensland
| Position         | Match 1              | Match 2              | Match 3              |
| ---------------- | -------------------- | -------------------- | -------------------- |
| Arrière          | 1 Billy Slater       | 1 Billy Slater       | 1 Billy Slater       |
| Ailier           | 2 Darius Boyd        | 2 Darius Boyd        | 2 Darius Boyd        |
| Centre           | 3 Greg Inglis        | 3 Greg Inglis        | 3 Greg Inglis        |
| Centre           | 4 Justin Hodges      | 4 Justin Hodges      | 4 Justin Hodges      |
| Ailier           | 5 Brent Tate         | 5 Brent Tate         | Will Chambers        |
| Demi d'ouverture | 6 Johnathan Thurston | 6 Johnathan Thurston | 6 Johnathan Thurston |
| Demi de mêlée    | 7 Cooper Cronk       | Daly Cherry-Evans    | Cooper Cronk         |
| Pilier           | 8 Matt Scott         | 8 Matt Scott         | Jacob Lillyman       |
| Talonneur        | 9 Cameron Smith (c)  | 9 Cameron Smith (c)  | 9 Cameron Smith (c)  |
| Pilier           | 10 Nate Myles        | 10 Nate Myles        | 10 Nate Myles        |
| Deuxième ligne   | 18 Chris McQueen     | 11 Aidan Guerra      | 11 Aidan Guerra      |
| Deuxième ligne   | 12 Matt Gillett      | 12 Matt Gillett      | Sam Thaiday          |
| Troisième ligne  | 13 Corey Parker      | Sam Thaiday          | Corey Parker         |
|                  |                      |                      |                      |
| Remplaçant       | 14 Daly Cherry-Evans | Jacob Lillyman       | Daly Cherry-Evans    |
| Remplaçant       | 15 Ben Te'o          | 15 Ben Te'o          | 15 Ben Te'o          |
| Remplaçant       | 16 Aidan Guerra      | Chris McQueen        | Matt Gillett         |
| Remplaçant       | 17 Josh Papalii      | David Taylor         | David Taylor         |
|                  |                      |                      |                      |
| Entraîneur       | Mal Meninga          | Mal Meninga          | Mal Meninga          |
|                  |                      |                      |                      |
| 18e homme        | Will Chambers        | Ben Hunt             | Josh McGuire         |
| 19e homme        | Jake Friend          |                      | Michael Morgan       |